# Рагулин, Михаил Павлович
Михаил Павлович Рагулин (род. 5 мая 1941, Москва) — советский хоккеист, защитник, нападающий. Мастер спорта СССР.

## Биография
Два брата брата-близнеца Александр и Анатолий также стали хоккеистами. В детстве вместе с братьями занимался гимнастикой и в музыкальной школе, которую окончил по классу виолончели. Начинал заниматься в хоккейной команде при заводе «Каучук» В чемпионате СССР выступал в сезонах 1959/60 — 1963/64, 1965/66 — 1967/68. Играл за команды «Химик» Воскресенск (1959/60 — 1961/62), ЦСКА (1962/63), СКА Калинин (1963/64 — 1964/65), «Крылья Советов» (1965/66 — 1967/68), «Дизелист» Пенза (1968/69), «Юность» Павловский Посад (1970/71), «Вымпел» Жуковский (1974/75). Из-за травм и болезней не достиг таких успехов как братья.
Работал тренером в Павловском Посаде. Был главным механиком пусконаладочного управления в фирме у вратаря Толмачёва. С конца 1990-х стал тренировать женскую команду по ринкболу в Стрежевом. Стоял у истоков женского хоккея в России. Тренер по флорболу. Вице-президент Национальной федерации флорбола России (с 1993).